# Robert Kousal
Robert Kousal (* 7. Oktober 1990 in Vyškov, Tschechoslowakei) ist ein tschechischer Eishockeyspieler, der seit 2019 erneut beim HC Pardubice in der tschechischen Extraliga unter Vertrag steht.

## Karriere
Robert Kousal begann seine Karriere als Eishockeyspieler in der Nachwuchsabteilung des HC Pardubice, in der er bis 2008 aktiv war. Während der Relegationsrunde nach der Spielzeit 2007/08 kam er zu ersten Einsätzen in der Herren-Mannschaft des Klubs. Daraufhin erhielt der Stürmer einen Vertrag bei den Oshawa Generals aus der kanadischen Juniorenliga Ontario Hockey League, die ihn beim CHL Import Draft 2008 in der ersten Runde an Position 34 ausgewählt hatten. Nach nur einem Jahr kehrte er nach Pardubice zurück und konnte mit dem Team aus Böhmen 2010 und 2012 jeweils die tschechische Meisterschaft gewinnen. Im Oktober 2013 wechselte er in die Kontinentale Hockey-Liga. Dort spielte er eineinhalb Jahre für den HK Witjas und eine Saison bei Metallurg Nowokusnezk. 2016 zog es ihn in die Schweiz zum HC Davos, bei dem er zwei Jahre auf dem Eis stand. Nach einem Jahr beim Brynäs IF in der Svenska Hockeyligan steht er seit 2019 wieder beim HC Pardubice unter Vertrag.

### International
Für Tschechien nahm Kousal an der U18-Weltmeisterschaft der Division I 2008, als der Aufstieg in die Top-Division gelang, sowie der U20-Weltmeisterschaft 2010 teil.
Mit der Herren-Auswahl spielte er bei den Weltmeisterschaften 2016 und 2018.

## Erfolge und Auszeichnungen
- 2008 Aufstieg in die Top-Division bei der U18-Weltmeisterschaft der Division I, Gruppe A
- 2010 Tschechischer Meister mit dem HC Pardubice
- 2012 Tschechischer Meister mit dem HC Pardubice

## Statistik
(Stand: Saisonende 2024/25)